# Silleda (parroquia)
Silleda (oficialmente Santa Baia de Silleda) es una parroquia española del municipio de Silleda, perteneciente a la provincia de Pontevedra, en la comunidad autónoma de Galicia.

## Historia
Hacia mediados del siglo XIX, la parroquia tenía contabilizada una población de 250 habitantes. Aparece descrita en el decimocuarto volumen del Diccionario geográfico-estadístico-histórico de España y sus posesiones de Ultramar de Pascual Madoz con las siguientes palabras:

SILLEDA (Sta. Eulalia): felig. en la prov. de Pontevedra (8 1/2 leg.), part. jud. de Lalin (1 1/2), dióc. de Lugo (11), ayunt. de Chapa: sit. en el camino de Orense á Santiago; clima sano. Tiene 50 casas en las ald. de Costova, Campo, Fojo, Fonteboa, Mera, Mourelos, Outeiro, Silleda, Toiriz, Toja y Trasfontao. La igl. parr. (Sta. Eulalia), de la que es aneja la de San Miguel de Seador, está servida por un cura de segundo ascenso y patronato real y ecl. Confina N. las felig. de Ponte y Castro y por S. con el anejo. El terreno es de buena calidad. prod.: trigo, maiz, centeno, castañas, patatas, legumbres, leña y frutas: se cria ganado vacuno. pobl.: 50 vec., 250 alm. contr.: con su ayunt. (V.) El 6 de cada mes se celebra una feria en esta parr., cuyas especulaciones consisten en granos, ganados, ropas y otros frutos y efectos del pais.
(Madoz, 1849, p. 401)

En la actualidad, pertenece al municipio de su mismo nombre. En 2022, tenía empadronados 3703 habitantes.